# Romeo Zondervan
Romeo Zondervan (Paramaribo, 1959. március 4. –) válogatott holland labdarúgó, középpályás.

## Pályafutása

### Klubcsapatban
1977-78-ban a Den Haag labdarúgója volt. 1978 és 1982 között az FC Twente csapatában szerepelt. 1982-ben Angliába szerződött. Két idényen át a West Bromwich Albion, majd nyolc idényen keresztül az Ipswich Town játékosa volt. 1992-ben hazatért és a NAC Breda együtteséhez szerződött. 1995-ben itt vonult vissza az aktív labdarúgástól.

### A válogatottban
1981-ben egy alkalommal szerepelt a holland válogatottban. Tagja volt az 1980-as olaszországi Európa-bajnokságon részt vevő csapatnak, de pályára nem lépett.

## Statisztika

### Mérkőzése a holland válogatottban
| Hollandia | Hollandia         | Hollandia                     | Hollandia | Hollandia | Hollandia | Hollandia    | Hollandia | Hollandia |
| #         | Dátum             | Helyszín                      | Hazai     | Eredmény  | Vendég    | Kiírás       | Gólok     | Esemény   |
| --------- | ----------------- | ----------------------------- | --------- | --------- | --------- | ------------ | --------- | --------- |
| 1.        | 1981. február 22. | Groningen, Stadion Oosterpark | Hollandia | 3 – 0     | Ciprus    | vb-selejtező | -         |           |
|           | Összesen          |                               |           | 1         | mérkőzés  |              | 0         | gól       |